# ذو الجناح المنجلي
ذو الجناح المنجلي (الاسم العلمي: Falcipennis)، جنس طيور من فصيلة التدرجية تتكون من ثلاثة أنواع شديدة التشابه.